# Paweł Machura
Paweł Machura (ur. 11 stycznia 1982) – polski futsalista, zawodnik z pola, były reprezentant Polski, do 2016 roku był zawodnikiem występującego w ekstraklasie Rekordu Bielsko-Biała. 
Paweł Machura to były zawodnik Rekordu Bielsko-Biała, z którym zdobył Mistrzostwo Polski w sezonie 2013/2014, Puchar Polski w sezonie 2012/2013 i Superpuchar Polski w 2013 roku. Wcześniej był zawodnikiem Inpulsu Alpol Siemianowice Śląskie oraz Jango Katowice, z którym zdobył Puchar Polski w sezonie 2006/2007. Machura występował także w reprezentacji Polski. Od 2016 do 2018 trener AZS UŚ Katowice.